# 异腺草
异腺草（学名：Anisadenia pubescens）为亚麻科异腺草属下的一个种。

## 扩展阅读
- 維基物種上的相關：异腺草